# Könyvskorpió
A könyvskorpió (Chelifer cancroides) a pókszabásúak (Arachnida) osztályának álskorpiók (Pseudoscorpionida) rendjébe, ezen belül a Cheliferidae családjába tartozó faj.

## Előfordulása
A könyvskorpió világszerte elterjedt. Nem kártevő, hanem hasznos állat.

## Megjelenése
A könyvskorpió testnagysága 3-5 milliméter. Hosszú, ollóban végződő tapogatóival apró skorpióra emlékeztet, amelyekkel az álskorpiók rendje csak távoli rokonságban van. Helyét lassan változtatja, oldalirányban vagy hátrafelé is ügyesen mozog. Testének és ollójának színe fekete, lábai barnák.

## Életmódja
A könyvskorpió főként lakásokban – szekrényekben, repedésekben, rések mögött, gyakran könyvek lapjai között – él. Szabadban ritkán tartózkodik, ahol fakérgek alatt, idős avarban és mohák között található. Természettudományi gyűjteményekben is gyakran megtelepszik. A könyvskorpió ragadozó életmódot folytató állat. Tápláléka kis ízeltlábúak és háziporatkák.

## Szaporodása
A hím könyvskorpió rituális tánc után spermiumokat tartalmazó, gömb alakú, nyeles tömlőt helyez az aljzatra, melynek spermagömbjét a nőstény ivarnyílásába veszi fel. A kis lárvák itt maradnak és táplálkoznak kifejlődésükig. Az állatok zárt szövedékben telelnek át.